# Jidava (castrum)
Jidava era un fort de la província romana de Dàcia. Des del 1969, el lloc està administrat pel Museu del Comtat d’Argeș.

## Galeria

El pla del castrum
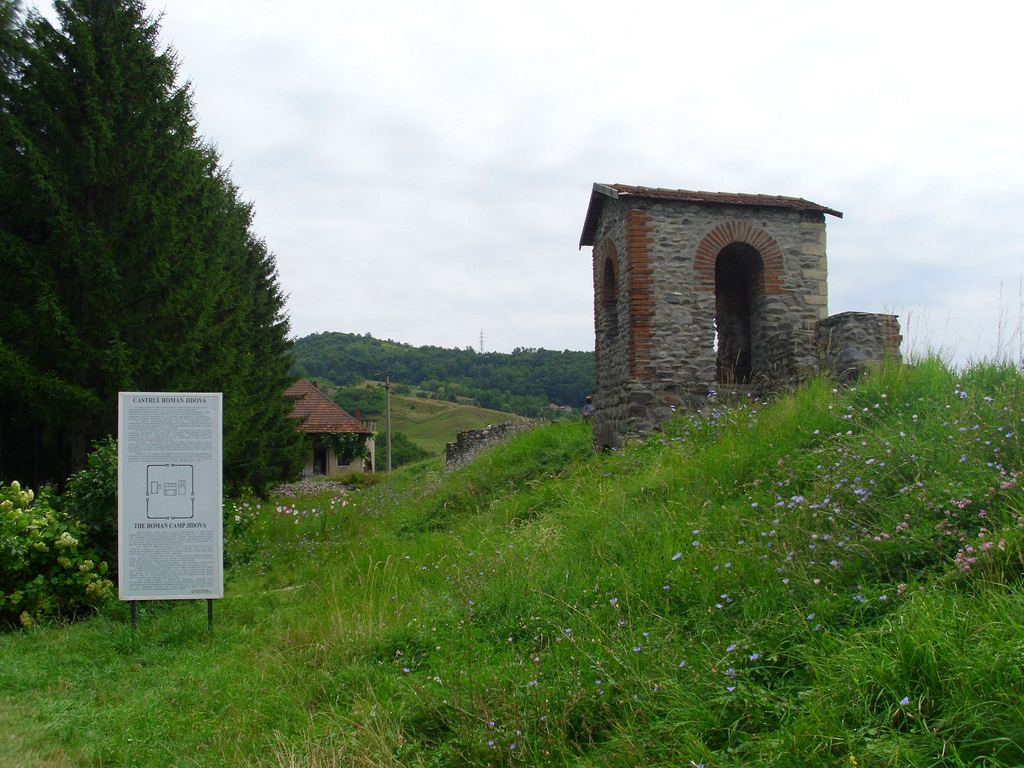
La part posterior de la muralla i la torre reconstruïdes
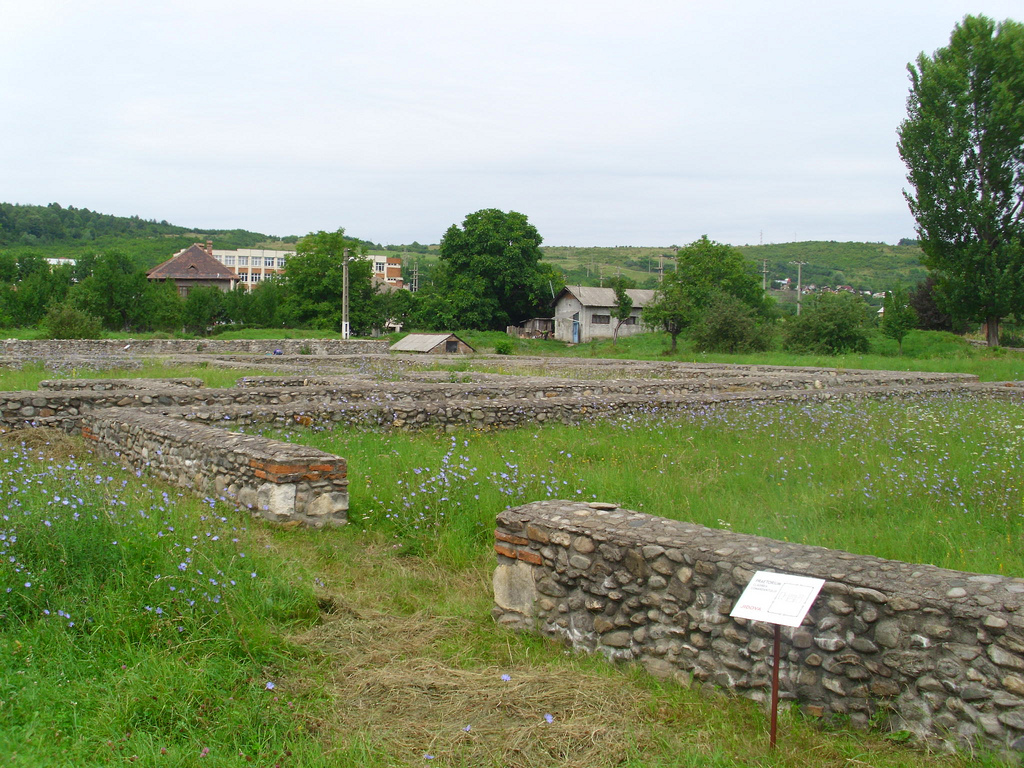
Pretori
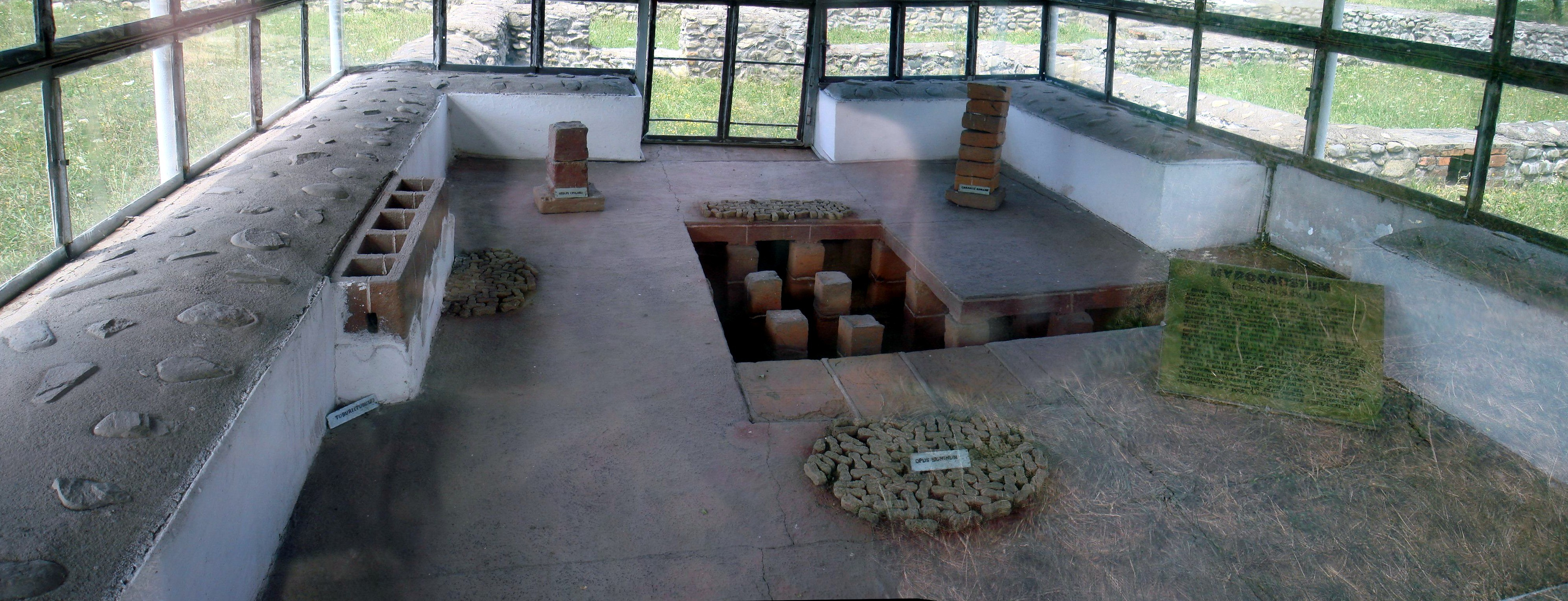
Sala de l'hipocaust del Pretori